# El Molino (Valdivia)
El Molino corresponde a un paraje rural en la comuna de Valdivia, Provincia de Valdivia, Región de Los Ríos, Chile, ubicada en la ribera oeste del río Cruces.

## Historia

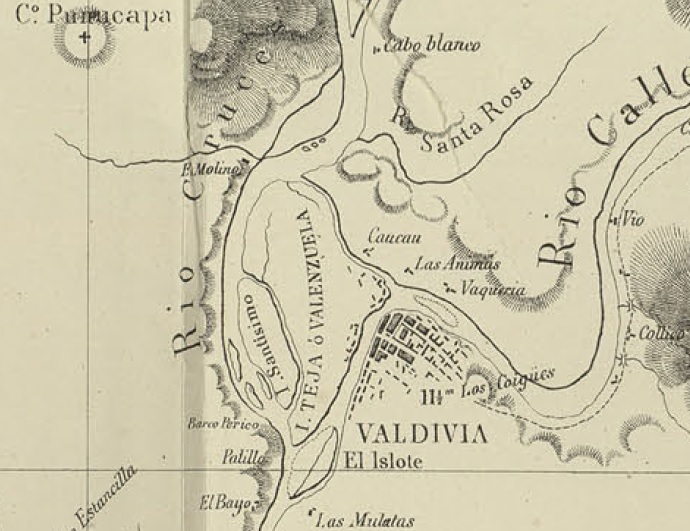
El Molino en el Mapa de Expedición del Río Valdivia de Francisco Vidal Gormaz

La localidad fue incorporada en el mapa del Ingeniero Francisco Vidal Gormaz en el año 1868.
Y en el año 1899 en el Diccionario Geográfico de  Francisco Astaburuaga es mencionada como una Aldea.

Molino (Aldea del). Situada en el departamento de Valdivia cerca de cinco kilómetros al NO. de su capital sobre la margen oeste ó derecha del río Cruces y frente al extremo norte de la isla de Teja ó Valenzuela. Contiene pocos habitantes, dos molinos harineros, de lo que tomó el nombre, establecimientos de curtiduría y de aserrar madera, escuela gratuita y una capilla.
 Francisco Solano Astaburuaga 

## Accesibilidad y transporte
El Molino se encuentra en la ribera este del río Cruces, frente a Isla teja en la ciudad de Valdivia